# Поштова вежа
Поштова вежа (нім. Post Tower) — хмарочос в Бонні, Німеччина. Висота будинку становить 162 метри і він є 9 за висотою в Німеччині та найвищим будинком за межами Франкфурту-на–Майні. В будинку 46 поверхів, з них 5 знаходяться під землею і 41 над землею. Будівництво хмарочосу було розпочато в 2000 і завершено в 2002 році.
Штаб-квартира компанії Deutsche Post. У 2014 році отримала нагороду «10 Year Award» від Ради з висотних будівель і міського середовища (CTBUH).